# ناحیه کوتلویل، میشیگان
ناحیه کوتلویل (به انگلیسی: Cottrellville Township) یک منطقهٔ مسکونی در ایالات متحده آمریکا است که در شهرستان سنت کلیر، میشیگان واقع شده‌است.
 ناحیه کوتلویل ۵۸٫۰ کیلومتر مربع مساحت و ۳٬۵۵۹ نفر جمعیت دارد و ۱۸۲ متر بالاتر از سطح دریا واقع شده‌است.